# Лабова (гміна)
Гміна Лабова (пол. Gmina Łabowa) — сільська гміна у південній Польщі. Належить до Новосондецького повіту Малопольського воєводства.
Станом на 31 грудня 2011 у гміні проживало 5676 осіб.

## Площа
Згідно з даними за 2007 рік площа гміни становила 119.12 км², у тому числі:
- орні землі: 24.00%
- ліси: 71.00%

Таким чином, площа гміни становить 7.68% площі повіту.

## Історія
1 серпня 1934 р. було створено об'єднану гміну Лабова у Новосондецькому повіті. До неї увійшли сільські громади: Кам’яна, Котів, Крижівка, Лабова, Лабовець, Лосє, Нова Весь (Нове село), Розтока Велика, Угринь.
До виселення лемків у 1945 році в СРСР та депортації в 1947 році в рамках акції Вісла у селах гміни були греко-католицькі церкви парафій 
- Мушинського деканату[5]:
  - парафія Матієва: Матієва, Складисте, Ростока Мала, Чачів, Барновець, Рибень
  - парафія Лабова: Лабова, Лабовець, Угринь, Котів
  - парафія Розтока Велика: Розтока Велика, Крижівка
  - парафія Нова Весь: Нова Весь (Нове село),  Лосє
- Грибівського деканату:
  - парафія с. Кам'яна.

## Села
На території гміни знаходяться солтиства: Барновець, Кам’яна, Котів, Крижівка, Лабова, Лабовець, Лосє, Матієва, Нова Весь (Нове село), Розтока Велика, Складисте, Угринь, Чачів

## Населення
Станом на 31 грудня 2011:
| Опис     | Загалом | Загалом | Чоловіки | Чоловіки | Жінки | Жінки |
| -------- | ------- | ------- | -------- | -------- | ----- | ----- |
| одиниця  | осіб    | %       | осіб     | %        | осіб  | %     |
| все      | 5676    | 100     | 2906     | 51.20    | 2770  | 48.80 |
| міське   | 0       | 100     | 0        |          | 0     |       |
| сільське | 5676    | 100     | 2906     | 51.20    | 2770  | 48.80 |

## Сусідні гміни
Гміна Лабова межує з такими гмінами: Ґрибів, Камйонка-Велька, Криниця-Здруй, Мушина, Навойова, Північна-Здруй.